# خضرة والسندباد القبلي (فلم)

خضرة والسندباد القبلي (بالإنجليزية: Khadra and Sindbad the Southerner - Khadra wa Sindibad el khebli) فيلم موسيقي، واستعراضي، وكوميدي، ودراما مصري للمخرج السيد زيادة ، الذي شارك في كتابة سيناريو وحوار قصة محروس زيادة. قام بالبطولة كمال الشناوي، ودرية أحمد، ومحمود المليجي، ومحمود شكوكو، وحسن فايق. تدور أحداث الفيلم حول عباس الذي يُصاب بلوثة عقلية بعدما أخبره محمود مدير أعماله بوفاة ابنته كَذِبًا، ثم يقع محمود في ورطة حينما يرى خضرة، فيختطفها لِظَنُّه أنها ابنة عباس.
الفيلم من إنتاج شركة أفلام الشعب (السيد ومحروس زيادة وشركاهما).
صدر إلى دور العرض المصرية في 2 ديسمبر 1951.
منح موقع قاعدة بيانات الأفلام على الإنترنت (IMDB) الفيلم درجة 4.8/ 10.
منح موقع قاعدة بيانات الأفلام العربية «السينما.كوم» الفيلم درجة 6.6/ 10.

## طاقم التمثيل
كمال الشناوي: في دور فؤاد بك.
درية أحمد: في دور خضرة.
محمود المليجي: في دور زكي بك (ابن شقيق محسن بك)
محمود شكوكو: في دور الفهلوي.
حسن فايق: في دور السندباد القبلي.
زوزو شكيب: في دور فيفي صديقة زكي.
عباس فارس: في دور المجنون (محسن بك)
رياض القصبجي: في دور أبو حدوة.
علي الكسار: في دور عم بشير.
حسان اليماني (حسان فضل): في دور نايلون.
جلال صادق (الوجه الجديد): في دور جلال (شقيق فيفي).
صفا الجميل (صفا محمد): في دور جميل.
بالاشتراك مع: حسين إبراهيم – عفاف شاكر – عبده يوسف – محمود الرشيدي – حسن أتلة – أحمد أبو عبية – سامي نعسان – كامل الشباسي – وهبة حسب الله – دنجل (عجمي عبد الرحمن) – أحمد عبد الفتاح – يعقوب طانيوس – عمر الجيزاوي – الراقصة نبوية مصطفى – الراقصتين (ليز ولين).

## درية أحمد وشخصية خضرة
درية أحمد مولودة لأسرة بدوية، واتجهت للغناء، وتزوجت من المؤلف والمنتج والمخرج (السيد زيادة) الذي رشحها للعمل في السينما. أدت أدوارًا ثانوية، حتى عام 1950، حيث حصلت على أدوار البطولة المُطلقه بأداء شخصية (خضرة) في عدة أفلام مثل (مغامرات خضرة) عام 1950، و (خضرة والسندباد القبلي) عام 1951، و (العاشق المحروم) 1954. اعتزلت العمل الفني في عام 1967، ورحلت عام 2003 إثر عملية دقيقة بالمخ أجرتها في باريس.

## أحداث الفيلم
يصاب الثري محسن بك (عباس فارس) بلوثة عقلية، ويتمكن ابن شقيقه الشاب زكي بك (محمود المليجي) بالحصول على حكم من المحكمة بتعينه قيم على محسن بك. يبدأ زكي في معاملة طاقم العمل، في بيت عمه محسن، بخشونة ويتوعدهم بالطرد، ولذلك يسارع الفهلوي (محمود شكوكو)، خادم محسن، بإرسال تلغراف لوكيل أعمال محسن الشاب الصالح فؤاد (كمال الشناوي) والموجود في عزبة محسن لجمع الإيجارات من المزارعين، لكي يعود مسرعاً لمنع زكي من الاستيلاء على أموال محسن. يلتقي فؤاد في القطار بفتاة ريفية تدعى خضرة (درية أحمد)، ووالدها (حسن فايق) الذي شاهد شخصية السندباد البحري في السينما، وتقمص شخصية سندباد آخر يدعى «السندباد القبلي». يقدم فؤاد عنوانه لخضرة لتستعين به إذا احتاجت المساعدة في القاهرة.
يصل فؤاد لبيت محسن بك، ويجد زكي الذي أصطحب فيفي (زوزو شكيب)، وشقيقها جلال (جلال صادق) للمساعدة في التمكن من الاستيلاء على أمور الثري، ومراقبة من حوله. يقوم فؤاد باستخدام القروية خضرة، ويقدمها لمحسن باعتبارها ابنته «لولا» التي سافرت للبرازيل منذ زمن طويل. يسارع زكي بالاتصال بزعيم العصابة أبو حدوة (رياض القصبجي) للقيام باختطاف خضرة، وهو يظنها ابنة محسن. يعرف فؤاد ما يحدث، ويتصل بالشرطة، ويحرر خضرة من الأسر.
تتوالى الأحداث، وتصادف خضرة مصاعب كثيرة لتبدو في شخصية «لولا» القادمة من البرازيل. يكتشف زكي مؤامرة فؤاد، ويهم بالإتصال بالشرطة، في حين وصول «لولا» (عفاف شاكر) الحقيقية.

## أغاني الفيلم
كلمات الأغاني من تأليف السيد زيادة، وفتحي قورة.
الألحان من وضع محمود الشريف، وإبراهيم حسين، وعمر الجيزاوي، وسامي نعسان، ومحمد إحسان.
يا قطن مصر: (غناء عمر الجيزاوي)
ادي النعيم: (غناء جلال صادق، ودرية أحمد)
واحده وواحده يساوي اتنين: (غناء محمود شكوكو)
ول يا ول: (غناء درية أحمد)
واه يابوي: (غناء درية أحمد)
على عيني: (غناء درية أحمد)
كتب زياد عساف في موقع صحيفة الرأي تحت عنوان «درية أحمد، صوت المرح في الأغنية السينمائية»: «زواج درية أحمد من المخرج السيد زيادة الذي مهد لها الطريق للدخول لعالم السينما... حظيت بالبطولة في أفلام خضرة... تم توظيف أغنيات درية أحمد ضمن السياق الدرامي... نلمس طابع الخفة والمرح في أغانيها، وهي تعبر بذلك عن طبيعة شخصيتها المرحة».

## استقبال الفيلم
كتب سامي فريد على موقع شهريار النجوم: "الفنانة درية أحمد أجادت أداء شخصية خضرة... نترك تلك الهنات البسيطة التي دفع فيها السيناريو من أجل الاستمتاع بحلاوة أدوار شكوكو، والشناوي، ودرية أحمد، بل وعمر الجيزاوي، وأيضاً نبوية مصطفى التي ترقص في موسم جني القطن... الفيلم قصة محروس زيادة، وإخراج السيد زيادة، وإنتاج السيد محروس زيادة... فنجح الفيلم البيتي.. وزيادة".
أشادت سمر مدحت في صحيفة الوفد بالمغنية، الممثلة درية أحمد: «سجل لها تاريخ السينما المصرية فيلم» خضرة والسندباد القبلي«، وغنت فيه» آدي النعيم يا دنيا في عصر المدنية، واه يا بوي آه يا نا، ول يمين ول شمال سنتر فرويد سنتر هاف«، وصفت فيها مباراة كرة قدم من مباريات الخمسينات».

## وصلات خارجية
- خضرة والسندباد القبلي على موقع IMDb (الإنجليزية)
- خضرة والسندباد القبلي على موقع قاعدة بيانات الأفلام العربية

https://letterboxd.com/film/film:667817/ خضرة والسندباد القبلي (فلم)
https://dhliz.com/film/khadra_wal_sindbad_al_qebly/ خضرة والسندباد القبلي (فلم)
https://karohat.com/Title/778accf1-a462-4297-b94e-718be142e96c خضرة والسندباد القبلي (فلم)
http://alrai.com/article/10390819 خضرة والسندباد القبلي (فلم)
https://www.shahrayar-stars.com/2021/03/19283/ خضرة والسندباد القبلي (فلم)